# Tamsin Cook
Tamsin Cook (Cidade do Cabo, 25 de dezembro de 1998) é uma nadadora australiana, medalhista olímpica.

## Carreira

### Rio 2016
Cook competiu na natação nos Jogos Olímpicos de Verão de 2016, onde conquistou a medalha de prata com o revezamento 4x200 metros livre.